# Coupe d'Afrique des vainqueurs de coupe féminine de handball
La Coupe d'Afrique des vainqueurs de coupe féminine de handball est une compétition africaine féminine de handball organisée par la Confédération africaine de handball (CAHB) qui réunit les vainqueurs des Coupes de chaque pays africain. La première édition a lieu en 1985.

## Historique
La compétition est marquée par la domination successive de 3 pays :
- le  Cameroun avec 5 victoires entre 1986 et 1990 dont 4 consécutives pour le Camship de Douala ;
- le  Côte d'Ivoire avec 13 victoires entre 1992 et 2006 dont 9 pour le Africa Sports National et 4 pour le Rombo Sports ;
- l' Angola avec 15 victoires depuis 2008, à raison de 10 pour le Atlético Petróleos de Luanda et de 5 pour le CD Primeiro de Agosto.

## Palmarès
Le palmarès détaillé est :
| Édition  | Dates                  | Lieu                                       | Finale                                     | Finale                                     | Finale                                     | Troisième                                  |
| Édition  | Dates                  | Lieu                                       | Champion                                   | Score                                      | Finaliste                                  | Troisième                                  |
| -------- | ---------------------- | ------------------------------------------ | ------------------------------------------ | ------------------------------------------ | ------------------------------------------ | ------------------------------------------ |
| 1re      | 5-12 mars 1985         | Port-Saïd (Égypte)                         | Grasshoppers Owerri                        | ?? − ??                                    | SC Héliopolis                              | Olympic SC Alexandrie                      |
| 2e       | 25 mars-3 avril 1986   | Cotonou (Bénin                             | AS Cami Toyota                             | ?? − ??                                    | Grasshoppers Owerri                        | Njanja Lubumbashi                          |
| 3e       | 25 fév.-1er mars 1987  | Le Caire (Égypte)                          | Camship de Douala                          | ?? − ??                                    | Munisport Pointe-Noire                     | Grasshoppers ou Héliopolis                 |
| 4e       | 25 mars-1er avril 1988 | Oran (Algérie).                            | Camship de Douala                          | TTR                                        | CNPS - Abidjan                             | Club africain                              |
| 5e       | 28 mars-4 avril 1989   | Le Caire (Égypte)                          | Camship de Douala                          | 18 − 13                                    | CARA Brazzaville                           | AS CNPS Yaoundé                            |
| 6e       | 4-11 mai 1990          | Rabat (Maroc)                              | Camship de Douala                          | ?? − ??                                    | AS CNPS Yaoundé                            | CARA Brazzaville                           |
| 7e       | 25 avril-4 mai 1991    | Alger (Algérie)                            | Desert Queens of Katsina                   | 25 − 23a2p                                 | NA Hussein Dey                             | Africa Sports National                     |
| 8e       | avril 1992             | Bauchi (Nigeria)                           | Africa Sports National                     | ?? − ??                                    | Desert Queens of Katsina                   | UCO Sport                                  |
| 9e       | 3-11 avril 1993        | Le Caire (Égypte)                          | Africa Sports National                     | 17 − 15                                    | UCO Sport                                  | Al Ahly                                    |
| 10e      | 13-20 mai 1994         | Rabat (Maroc)                              | Africa Sports National                     | TTR                                        | JSB ERC Alger                              | AS Sogara                                  |
| 11e      | 25 mars-2 avril 1995   | Niamey (Niger)                             | Africa Sports National                     | TTR                                        | Inter Club de Brazzaville                  | MC Alger                                   |
| 12e      | 30 mars-8 avril 1996   | Meknès (Maroc)                             | Africa Sports National                     | TTR                                        | Banco Sport                                | Electro do Lobito                          |
| 13e      | 1997                   | Kano (Nigeria)                             | Africa Sports National                     | ?? − ??                                    | Grasshoppers Owerri                        | Valiants Abia                              |
| 14e      | 24 mars-6 avril 1998   | Bauchi (Nigeria)                           | Africa Sports National                     | ?? − ??                                    | Étoile du Congo                            | AS CNPS Yaoundé                            |
| 15e      | 16-28 mars 1999        | Alger (Algérie)                            | MC Alger                                   | ?? − ??                                    | OC Alger                                   | RIJ Alger                                  |
| 16e      | 1er-14 mars 2000       | Bauchi (Nigeria)                           | Africa Sports National                     | ?? − ??                                    | AS CNPS Yaoundé                            | Yankari Babes                              |
| 17e      | 20 avril-1er mai 2001  | Meknès (Maroc)                             | Africa Sports National                     | 24 − 22                                    | MC Alger                                   | RAC Abidjan                                |
| 18e      | 15-27 août 2002        | Yamoussoukro (Côte d'Ivoire)               | Rombo Sports                               | TTR                                        | Inter Club de Brazzaville                  | RAC Abidjan                                |
| 19e      | ?-30 mars 2003         | Tunis (Tunisie)                            | MC Alger                                   | 29 − 28a2p                                 | RAC Abidjan                                | Tonnerre KC Yaoundé                        |
| 20e      | 2-14 septembre 2004    | Tunis (Tunisie)                            | Rombo Sports                               | 28 − 21                                    | ASF Sahel Tunis                            | Tonnerre KC Yaoundé                        |
| 21e      | 22 avril-5 mai 2005    | Fès (Maroc)                                | Rombo Sports                               | ?? − ??                                    | Inter Club de Brazzaville                  | CARA Brazzaville                           |
| 22e      | 2006                   | Abidjan (Côte d'Ivoire)                    | Rombo Sports                               | ?? − ??                                    | Inter Club de Brazzaville                  | Africa Sports National                     |
| 23e      | 2007                   | Mahdia (Tunisie)                           | Inter Club de Brazzaville                  | ?? − ??                                    | ABO Sport                                  | Rombo Sports                               |
| 24e      | 6-17 mai 2008          | Meknès (Maroc)                             | Atlético Petróleos de Luanda               | ?? − ??                                    | Tonnerre KC Yaoundé                        | MC Alger                                   |
| 25e      | 6-17 mai 2009          | Cotonou (Bénin)                            | Atlético Petróleos de Luanda               | 36 − 23                                    | GS pétroliers                              | Tonnerre KC Yaoundé                        |
| 26e      | ? au 17 avril 2010     | Ouagadougou (Burkina Faso)                 | Atlético Petróleos de Luanda               | 32 − 24                                    | FAP Yaoundé                                | GSP Alger                                  |
| 27e      | 2011                   | Yaoundé (Cameroun)                         | Atlético Petróleos de Luanda               | 32 − 20                                    | FAP Yaoundé                                | Tonnerre KC Yaoundé                        |
| 28e (en) | 21-29 avril 2012       | Hammamet (Tunisie)                         | Atlético Petróleos de Luanda               | TTR                                        | Africa Sports National                     | HC Héritage                                |
| 29e (en) | du 18 au 27 avril 2013 | Hammamet (Tunisie)                         | Atlético Petróleos de Luanda               | 37 − 32                                    | Inter Club de Brazzaville                  | HC Héritage                                |
| 30e (en) | 19-30 mai 2014         | Oyo (République du Congo)                  | Atlético Petróleos de Luanda               | 30 − 21                                    | FAP Yaoundé                                | Progresso Sambizanga                       |
| 31e (en) | 15-24 mai 2015         | Libreville (Gabon)                         | CD Primeiro de Agosto                      | 36 − 22                                    | Africa Sports National                     | ABO Sport                                  |
| 32e (en) | 5-20 mai 2016          | Laâyoune (Maroc)                           | CD Primeiro de Agosto                      | 40 − 16                                    | Tonnerre KC Yaoundé                        | Progresso Sambizanga                       |
| 33e (en) | 13-22 avril 2017       | Agadir (Maroc)                             | CD Primeiro de Agosto                      | 24 − 16                                    | FAP Yaoundé                                | Kada Queens                                |
| 34e (en) | 13-22 avril 2018       | Le Caire (Égypte)                          | Atlético Petróleos de Luanda               | 23 − 19                                    | CD Primeiro de Agosto                      | FAP Yaoundé                                |
| 35e (en) | 5-14 avril 2019        | Oujda (Maroc)                              | CD Primeiro de Agosto                      | 28 − 16                                    | Atlético Petróleos de Luanda               | DGSP Brazzaville                           |
| 36e      | 2020                   | Annulée à cause de la pandémie de Covid-19 | Annulée à cause de la pandémie de Covid-19 | Annulée à cause de la pandémie de Covid-19 | Annulée à cause de la pandémie de Covid-19 | Annulée à cause de la pandémie de Covid-19 |
| -        | 2021                   | Non organisée                              | Non organisée                              | Non organisée                              | Non organisée                              | Non organisée                              |
| 37e      | 10 au 19 mai 2022      | Niamey (Niger)                             | Atlético Petróleos de Luanda               | TTR                                        | DGSP Brazzaville                           | FAP Yaoundé                                |
| 38e      | 9 au 18 mai 2023       | Le Caire (Égypte)                          | Atlético Petróleos de Luanda               | 20-17                                      | CD Primeiro de Agosto                      | Al Ahly                                    |
| 39e      | 18 au 29 avril 2024    | Oran (Algérie)                             | CD Primeiro de Agosto                      | 23-22ap                                    | Atlético Petróleos de Luanda               | Al Ahly                                    |

## Bilans

### Bilan par club
| Rang | Pays                                           | Club                         | Titres | Finales | 3e | Total |
| ---- | ---------------------------------------------- | ---------------------------- | ------ | ------- | -- | ----- |
| 1    | Drapeau de l'Angola                            | Atlético Petróleos de Luanda | 10     | 2       | 0  | 12    |
| 2    | Drapeau de la Côte d'Ivoire                    | Africa Sports National       | 9      | 2       | 2  | 13    |
| 3    | Drapeau de l'Angola                            | CD Primeiro de Agosto        | 5      | 2       | 0  | 7     |
| 4    | Drapeau de la Côte d'Ivoire                    | Rombo Sports                 | 4      | 0       | 2  | 6     |
| 5    | Drapeau du Cameroun                            | Camship de Douala            | 4      | 0       | 0  | 4     |
| 6    | Drapeau de l'Algérie                           | MC Alger                     | 2      | 2       | 3  | 7     |
| 7    | Drapeau de la république du Congo              | Inter Club de Brazzaville    | 1      | 5       | 0  | 6     |
| 8    | Drapeau du Nigeria                             | Grasshoppers Owerri          | 1      | 2       | 0  | 3     |
| 9    | Drapeau du Nigeria                             | Desert Queens of Katsina     | 1      | 1       | 0  | 2     |
| 10   | Drapeau du Cameroun                            | FAP Yaoundé                  | 0      | 4       | 2  | 6     |
| 11   | Drapeau du Cameroun                            | Tonnerre KC Yaoundé          | 0      | 3       | 3  | 6     |
| 12   | Drapeau du Cameroun                            | AS CNPS Yaoundé              | 0      | 3       | 2  | 5     |
| 13   | Drapeau de l'Algérie                           | OC Alger                     | 0      | 2       | 0  | 2     |
| 14   | Drapeau de la république du Congo              | CARA Brazzaville             | 0      | 1       | 3  | 4     |
| 15   | Drapeau de la Côte d'Ivoire                    | RAC Abidjan                  | 0      | 1       | 2  | 3     |
| 16   | Drapeau de la république du Congo              | ABO Sport                    | 0      | 1       | 1  | 2     |
| 16   | Drapeau de la république du Congo              | UCO Sport                    | 0      | 1       | 1  | 2     |
| 16   | Drapeau de l'Égypte                            | SC Heliopolis                | 0      | 1       | 1  | 2     |
| 16   | Drapeau de la république du Congo              | DGSP Brazzaville             | 0      | 1       | 1  | 2     |
| 20   | Drapeau de la Tunisie                          | ASF Sahel Tunis              | 0      | 1       | 0  | 1     |
| 20   | Drapeau de la république du Congo              | Étoile du Congo              | 0      | 1       | 0  | 1     |
| 20   | Drapeau de la république du Congo              | Banco Sport                  | 0      | 1       | 0  | 1     |
| 20   | Drapeau de l'Algérie                           | NA Hussein Dey               | 0      | 1       | 0  | 1     |
| 20   | Drapeau de la république du Congo              | US AGIP Pointe-Noire         | 0      | 1       | 0  | 1     |
| 25   | Drapeau de l'Égypte                            | Al Ahly SC                   | 0      | 0       | 3  | 3     |
| 26   | Drapeau de l'Angola                            | Progresso Sambizanga         | 0      | 0       | 2  | 2     |
| 26   | Drapeau de la république démocratique du Congo | HC Héritage                  | 0      | 0       | 2  | 2     |
| 28   | Drapeau du Nigeria                             | Yankari Babes                | 0      | 0       | 1  | 1     |
| 28   | Drapeau de l'Algérie                           | RIJ Alger                    | 0      | 0       | 1  | 1     |
| 28   | Drapeau du Nigeria                             | Valiants Abia                | 0      | 0       | 1  | 1     |
| 28   | Drapeau de l'Angola                            | Electro do Lobito            | 0      | 0       | 1  | 1     |
| 28   | Drapeau du Gabon                               | AS Sogara                    | 0      | 0       | 1  | 1     |
| 28   | Drapeau de la Tunisie                          | Club africain                | 0      | 0       | 1  | 1     |
| 28   | Drapeau de l'Égypte                            | Olympic SC Alexandrie        | 0      | 0       | 1  | 1     |

### Bilan par pays
| Rang | Pays          | Titres | Finales | 3e | Total |
| ---- | ------------- | ------ | ------- | -- | ----- |
| 1    | Angola        | 15     | 4       | 3  | 22    |
| 2    | Côte d'Ivoire | 13     | 3       | 6  | 22    |
| 3    | Cameroun      | '5     | 10      | 6  | 20    |
| 4    | Algérie       | 2      | 4       | 4  | 10    |
| 5    | Nigeria       | 2      | 3       | 2  | 7     |
| 6    | Congo         | 1      | 12      | 5  | 18    |
| 7    | Égypte        | 0      | 1       | 5  | 6     |
| 8    | Tunisie       | 0      | 1       | 1  | 2     |
| 9    | RD Congo      | 0      | 0       | 2  | 2     |
| 10   | Gabon         | 0      | 0       | 1  | 1     |

## Résultats détaillés

### Édition 1987
La troisième Coupe d'Afrique des vainqueurs de Coupe a eu lieu du 25 février au 1er mars 1987 au Caire en Égypte sous forme d'un championnat.
Le classement final est :
| Selon la CAHB : 1. Camship de Douala 2. Munisport Pointe-Noire 3. SC Héliopolis 4. Al Ahly SC. | Selon la FFHB : 1. Camship de Douala 2. Munisport Pointe-Noire 3. Grasshoppers Owerri 4. SC Héliopolis. |

### Édition 1989
La cinquième édition s'est déroulée du 28 mars au 4 avril 1989 au Caire en Égypte.
| Les résultats du groupe A sont : - ASEC Mimosas Abidjan bat Mouloudia d'Alger 21-09 - El Djazira est battu par Al Ahly SC 18-32 - ASEC Mimosas Abidjan est battu par Al Ahly SC 16-19 - AS CNPS Yaoundé bat El Djazira 22-18 - Al Ahly SC bat Mouloudia d'Alger 14-13 - AS CNPS Yaoundé bat ASEC Mimosas Abidjan 20-16 - El Djazira et Mouloudia d'Alger 13-13 - AS CNPS Yaoundé bat Al Ahly SC 24-17 - AS CNPS Yaoundé bat Mouloudia d'Alger 21-15 ou 16-15 - ASEC Mimosas Abidjan et El Djazira ??-16[pas clair] L'AS CNPS Yaoundé et l'ASEC Mimosas Abidjan sont qualifiés pour les demi-finales. | Les résultats du groupe B sont : - Camship de Douala bat club inconnu 17-03[Passage contradictoire] - CARA Brazzaville bat club inconnu 24-21 - Camship de Douala bat club inconnu 20-12[Passage contradictoire] - CARA Brazzaville bat club inconnu 17-13 - Camship de Douala bat club inconnu 19-17 - Camship de Douala et CARA Brazzaville : résultat inconnu Le CARA Brazzaville et le Camship de Douala sont qualifiés pour les demi-finales. |

Les résultats des demi-finales sont : 
- CARA Brazzaville bat  ASEC Mimosas Abidjan 26-22
- Camship de Douala bat  AS CNPS Yaoundé 25-21

La finale s'est déroulée le 4 avril 1989 dans la salle du Zamalek au Caire devant un public moyen et avec bon arbitrage du duo tunisiens Abid et Nadj. Dans un match d'un très bon niveau malgré un terrain glissant, le Camship de Douala a battu le CARA Brazzaville 18 à 13 (mi-temps 8-10).
- Camship de Douala (18) : Shouga, Niak, Ngoviro, Nissa, N'tola Bala, Ngo Wanda, Mogah, Kowe, Bona, Tihamoy, Basho, Ngo Bimap .
- CARA Brazzaville (13) : Akira, Boyté, N'gobi, Gayolo, Rwanda, N'kada, Kizondé, Lobaké, Molika, M'bone et Fonda.

Sources
- El Mountakheb n°173 du samedi 8 avril 1989 pages 18 et 19
- Hamid Grine, L'almanach du sport algérien, ANEP Editions, 1990, 589 p. (présentation en ligne), p. 336.

### Édition 1990
La sixième édition s'est déroulée du 5 au 11 mai 1990 à Rabat (Maroc) avec sept clubs.
| Le groupe A était composé de : - Camship de DoualaT - Zaoui Meubles Sports - Nadit Alger ou MA Hussein Dey | Le groupe B était composé de : - ASCU Hay Mohammadi - AS CNPS Yaoundé - CARA Brazzaville - AS Sogara |

Le match d'ouverture a été disputé le samedi 5 mai 1990 entre l'ASCU Hay Mohammadi et l'AS Sogara.
Le classement final est :
1. Camship de Douala
2. AS CNPS Yaoundé
3. CARA Brazzaville
4. Zaoui Meubles Sports
5. Nadit Alger ou MA Hussein Dey
6. AS Sogara
7. ASCU Hay Mohammadi.

### Édition 1994
La dixième édition s'est déroulée du 13 au 20 mai 1994 à Rabat au Maroc. La compétition est organisée sous la forme d'un mini-championnat où les 4 équipes participantes se rencontrent deux fois. Parmi les résultats, on trouve :
- vendredi 13 mai 1994 :
  - ERC Alger bat OS Salé 31-05 (match d'ouverture)
  - Africa Sports National bat AS Sogara 16-15
- samedi 14 mai 1994 :
  - Africa Sports National et ERC Alger 13-13
  - AS Sogara bat OS Salé 27-9
- dimanche 15 mai 1994 :
  - ERC Alger et AS Sogara 9-9 (mi-temps 5-5)
  - Africa Sports National bat OS Salé 37-5 (mi-temps 19-2)
- mardi 17 mai 1994 :
  - ERC Alger bat OS Salé 31-06
  - Africa Sports National bat AS Sogara 17-12

Le classement provisoire au terme de la 4e journée est alors :
|   | Équipe                 | Pts | J | G | N | P | Bp | Bc  | Diff |
| - | ---------------------- | --- | - | - | - | - | -- | --- | ---- |
| 1 | Africa Sports National | 7   | 4 | 3 | 1 | 0 | 83 | 45  | 38   |
| 2 | ERC Alger              | 6   | 4 | 2 | 2 | 0 | 84 | 33  | 51   |
| 3 | AS Sogara              | 3   | 4 | 1 | 1 | 2 | 63 | 51  | 12   |
| 4 | OS Salé                | 0   | 4 | 0 | 0 | 4 | 25 | 126 | -101 |

Les résultats des journées suivantes ne sont pas connues :
- ? mai 1994
  - ERC Alger et Africa Sports National score inconnu
  - AS Sogara bat OS Salé score inconnu
- vendredi 20 mai 1994
  - AS Sogara et ERC Alger score inconnu
  - Africa Sports National bat OS Salé score inconnu

Le classement final est 
| Rang | Club                   |
| ---- | ---------------------- |
| 1    | Africa Sports National |
| 2    | JSB ERC Alger          |
| 3    | AS Sogara              |
| 4    | OS Salé                |

Sources :
- Liberté n°532 du mardi 17 mai 1994 page 18.
- Le Matin n°727 du jeudi 19 mai 1994 page 21.
- al-chaab du lundi 2 janvier 1995 page 20.

### Édition 1995
La onzième édition s'est déroulée du 25 mars au 2 avril 1995 au Niamey Niger. Le tournoi a été joué sous forme de mini-championnat en aller simple avec la participation de cinq clubs africains.
Parmi les résultats, on trouve :
- jeudi 30 mars 1995, en soirée :
  - Inter Club de Brazzaville bat Sporting Club de Cabinda 19 à 17 (mi-temps 9-8)
  - Africa Sports National bat MC Alger 18 à 13 (mi-temps 8-5).
- samedi 1er avril 1995 (dernière journée) :
  - Inter Club de Brazzaville bat MC Alger 24-22
  - Africa Sports National bat Forces armées de Guinée 32-16.

Le classement final est :
|   | Équipe                    | Pts | J | G | N | P | Bp | Bc | Diff |
| - | ------------------------- | --- | - | - | - | - | -- | -- | ---- |
| 1 | Africa Sports National    | 12  | 4 | 4 | 0 | 0 | 00 | 00 |      |
| 2 | Inter Club de Brazzaville | 10  | 4 | 3 | 0 | 1 | 00 | 00 |      |
| 3 | MC Alger                  | 8   | 4 | 2 | 0 | 2 | 00 | 00 |      |
| 4 | Sporting Club de Cabinda  | 6   | 4 | 1 | 0 | 3 | 00 | 00 |      |
| 5 | Forces armées de Guinée   | 4   | 4 | 0 | 0 | 4 | 00 | 00 |      |

Sources
- Liberté n°797 du samedi 1er avril 1995, page 19.
- El Khabar n°1344 du lundi 3 avril 1995, page 24.

### Édition 1996
La douzième édition s'est déroulée du 30 mars au 9 avril 1996 à Meknès au Maroc. Le tournoi a été joué sous forme de mini-championnat (une victoire rapporte 3 points, un match nul 1 point et une défaite 0 point) avec quatre clubs africains. Aucune équipe marocaine n'aurait participé.
Parmi les résultats, on trouve :
- Africa Sports National  bat  Electro do Lobito 21 à 11 .

Le podium final est :
1. Africa Sports National
2. Banco Sport
3. Electro do Lobito
4. HC Nourou

Sources
- Le Quotidien d'Oran n°391 du Dimanche 31 mars 1996 page 22 et n°393 du mardi 2 avril 1996 page 22 .

### Édition 2008
La vingt-quatrième édition s'est déroulée du 6 au 17 mai 2008 à Meknès au Maroc. 
Parmi les résultats dans le groupe C du premier tour, on trouve :
- Jeudi 8 mai 2008 : MC Alger bat Tonnerre KC Yaoundé score inconnu
- Vendredi 9 mai 2008 : MC Alger bat HC Mikish 25-24
- Samedi 10 mai 2008 : MC Alger et Africa Sports score inconnu

Parmi les résultats du deuxième tour, on trouve :
- Lundi 12 mai 2008 : MC Alger bat RIJA 28-21
- Mercredi 14 mai 2008 : MCA qualifié pour les demi-finales.

En demi-finale, le jeudi 14 mai 2009, le MC Alger est battu par le Tonnerre KC Yaoundé (score inconnu). Dans le match pour la 3e place, le MC Alger bat le Rombo Sports 26 à 25.
Le classement final est :
1. Atlético Petróleos de Luanda
2. Tonnerre KC Yaoundé
3. GS pétroliers
4. Rombo Sports
5. FAP Yaoundé
6. RIJ Alger
7. Inter Club de Brazzaville
8. Étoile du Congo
9. HC Mikishi
10. Africa Sports
11. ASC HUM[Quoi ?]
12. Phoenix

### Édition 2009
La vingt-cinquième édition s'est déroulée du 6 au 17 mai 2009 au Palais des Sports du Stade de l'Amitié de Kohhounou à Cotonou au Bénin. 
Parmi les résultats dans le groupe A, on trouve :
- Atlético Petróleos de Luanda  bat  GS pétroliers 30-22
- GS pétroliers bat  FAP Yaoundé par forfait, l'équipe camerounaise ayant oublié les licences
- GS pétroliers bat  Patronage 27-25

Les demi-finales ont été disputées le jeudi 14 mai 2009 :
- GS pétroliers bat  Tonnerre KC Yaoundé 23-22[3]
- Atlético Petróleos de Luanda bat  Rombo Sports 33-17[11].

La finale, disputée le samedi 16 mai 2009, a vu le Atlético Petróleos de Luanda s'imposer 36-23 face au GS pétroliers
Le classement final est :
1. Atlético Petróleos de Luanda
2. GS pétroliers
3. Tonnerre KC Yaoundé
4. Rombo Sports
5. FAP Yaoundé
6. Electro Lobito
7. Patronage
8. HC Héritage
9. ASO Baobab

### Édition 2010
La vingt-sixième édition s'est déroulée du 7 au 17 avril 2010 au Palais des sports de Ouaga 2000 de Ouagadougou au Burkina Faso au Bénin
Huit équipes participent à la compétition :
| Groupe A - Atlético Petróleos de LuandaT - FAP Yaoundé - Rombo Sports - AS du Faso-Yennenga | Groupe B - GSP Alger - LONAB - ABO Sport - HC Héritage |

Parmi les résultats dans le groupe A, on trouve :
- Vendredi 9 avril :  GSP Alger bat ABO Sport (Congo) 27-24
- Dimanche 11 avril :  GSP Alger et Héritage (RD Congo) score inconnu
- Mardi 13 avril :  GSP Alger bat LONAB HC (Burkina Faso)

Concernant la phase finale, les demi-finales ont été disputées le jeudi 15 avril 2010 : 
- le FAP Yaoundé a battu le GSP Alger 26 à 25[3]
- l'Atlético Petróleos de Luanda a battu le ABO Sport 36 à 14[13].

Le match pour la 3e place a été disputé le vendredi 16 avril 2010 :
- le GSP Alger a battu le ABO Sport 31 à 24[3].

La finale a été disputée le samedi 17 avril 2010 :
- l'Atlético Petróleos de Luanda a battu FAP Yaoundé 32 à 21 (mi-temps 16-13)[14]

Le classement final est :
1. Atlético Petróleos de Luanda
2. FAP Yaoundé
3. GSP Alger
4. ABO Sport
5. Rombo Sports
6. HC Héritage
7. AS du Faso-Yennenga
8. LONAB

### Édition 2022
La trente-septième édition s'est déroulée du 10 au 19 mai 2022 au Niamey Niger. Le tournoi a été joué sous forme de mini-championnat en aller simple avec la participation de quatre équipes africains.
La compétition est remportée pour la neuvième fois dont trois d’affilée par le club angolais de l'Atlético Petróleos de Luanda en remportant six victoires en autant de matchs
Le classement final est :
1. Atlético Petróleos de Luanda (6 victoires en 6 matchs)
2. DGSP Brazzaville
3. FAP Yaoundé
4. Bandama HBC Tiassalé